# Erinnerungsmedaille an den Ungarischen Volksaufstand

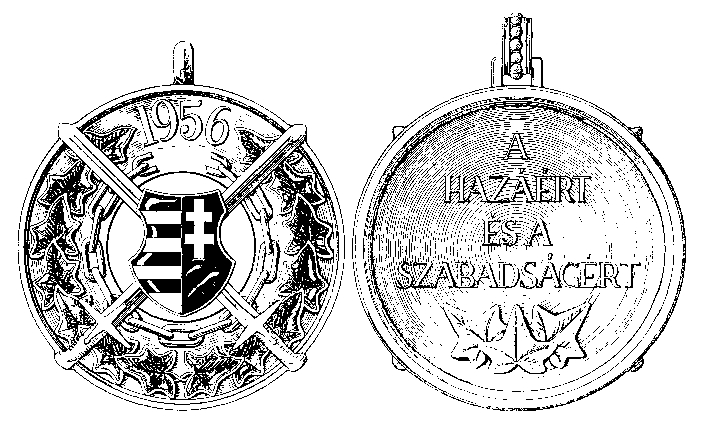
Avers und Revers der Medaille

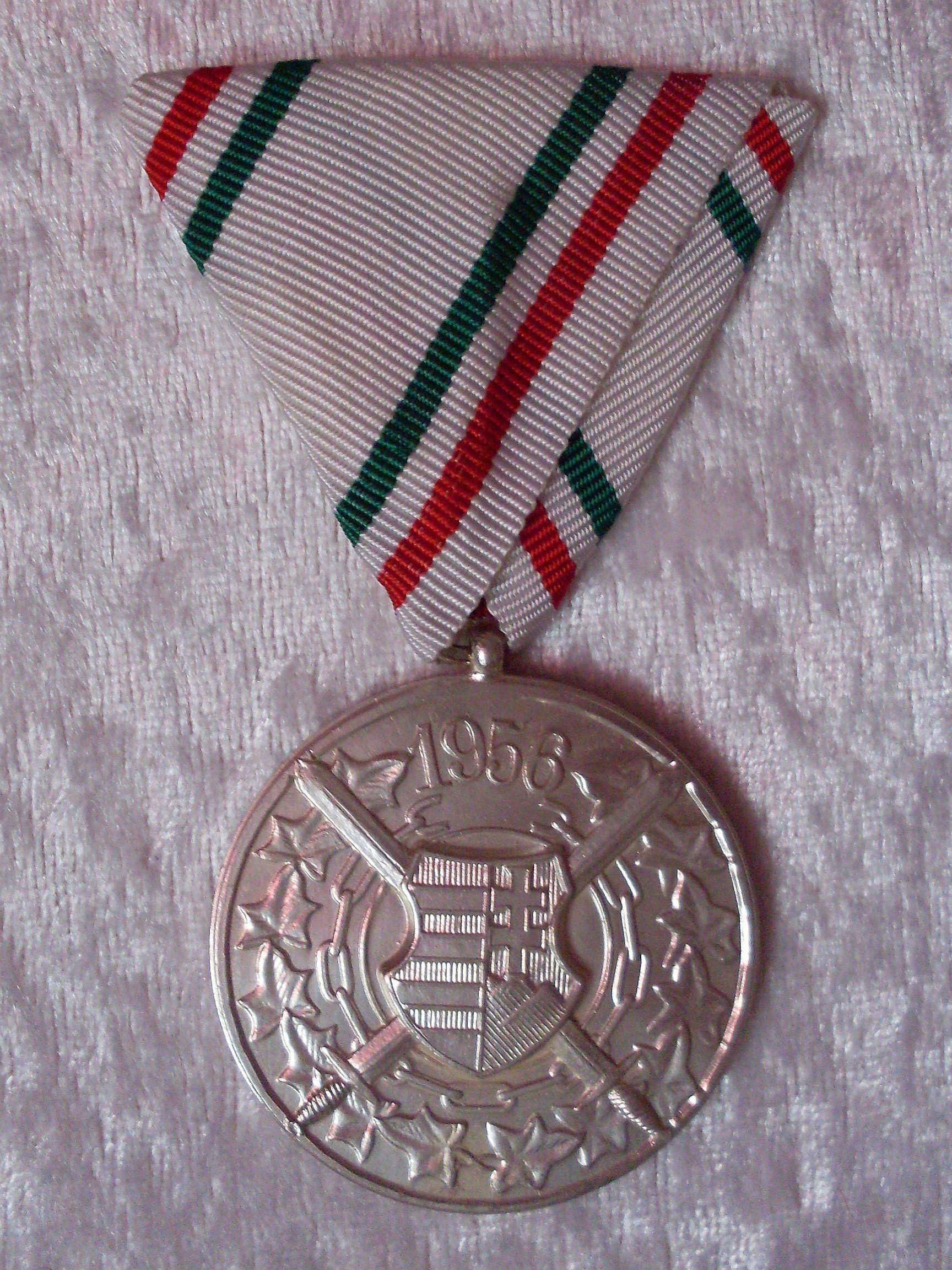
Avers der Medaille

Die Erinnerungsmedaille an den Ungarischen Volksaufstand (hu. emlékérem mellszalaggal) ist eine Auszeichnung der Republik Ungarn, welche 1991 in Erinnerung an den Volksaufstand von 1956 vom Parlament gestiftet wurde. Ihre Verleihung konnte an all jene Personen erfolgen, die im Zuge des Volksaufstandes mit der Waffe in der Hand für ein demokratisches und unabhängiges Ungarn eingestanden oder deren Ideale beschränkt waren oder gefallen sind. Die Verleihungen gelten inzwischen als abgeschlossen. Es wurden etwa 6000 Medaillen an Beteiligte sowie ca. 1200 Medaillen mit Trauerband verliehen.

## Aussehen
Die versilberte Medaille mit einem Durchmesser von 38 mm zeigt auf ihrem Avers mittig zwei diagonal gekreuzte und nach oben gerichtete Schwerter, vor dem das erhaben geprägte Landeswappen, ein Doppelkreuz, welches auf dem Dreiberg steht, zu sehen ist. Umschlossen wird das Wappen von einer nach oben offenen Kette als Zeichen der Unterdrückung. Die Kette selbst wird von zwei Lindenzweigen umschlossen, auf der je Seite sieben Lindenblätter zu sehen ist. Ihre nach oben hin gebogenen Äste sind offen und zeigen zwischen ihren oberen Ende die Jahreszahl 1956. Das Revers zeigt die vierzeilig erhabene geprägte Inschrift A / HAZÁÉRT / ÉS A / SZABADSÁGÉRT (Fürs Vaterland und die Freiheit) unter dem drei Lindenblätter zu sehen sind.

## Trageweise
Getragen wird die Medaille an der linken oberen Brustseite des Beliehenen an einem weißen 40 mm breiten Dreiecksband, in dem beidseitig 5 mm vom Saum entfernt ein rot-weiß-grüner senkrechter Mittelstreifen eingewebt ist, wobei die Farbe Rot außen steht. Das Breitenverhältnis beträgt bei diesen Farben 2,5 zu 2,5 zu 2,5 mm. Das Trauerband für die Hinterbliebenen ist in seiner Grundfarbe Schwarz und ansonsten mit dem Hauptband identisch.